# Cavilha

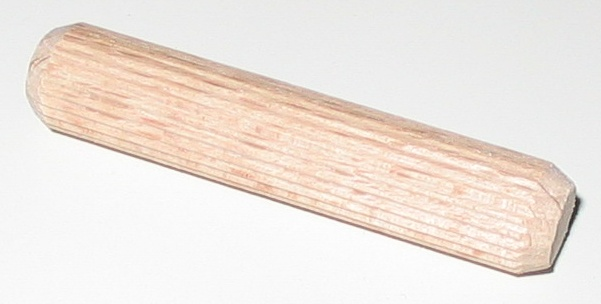
Cavilha de madeira usada na indústria do mobiliário.

Uma cavilha é uma pequena peça cilíndrica, normalmente de madeira, plástico ou metal. Se for em madeira poderá chamar-se também tornel.  É usada em inúmeras aplicações, sobretudo como suporte e elemento que confere resistência mecânica em uniões de peças de madeira ou metal. A cavilha é utilizada bastante em montagem de móveis, alinhando e juntando as partes.

## Pino de Madeira

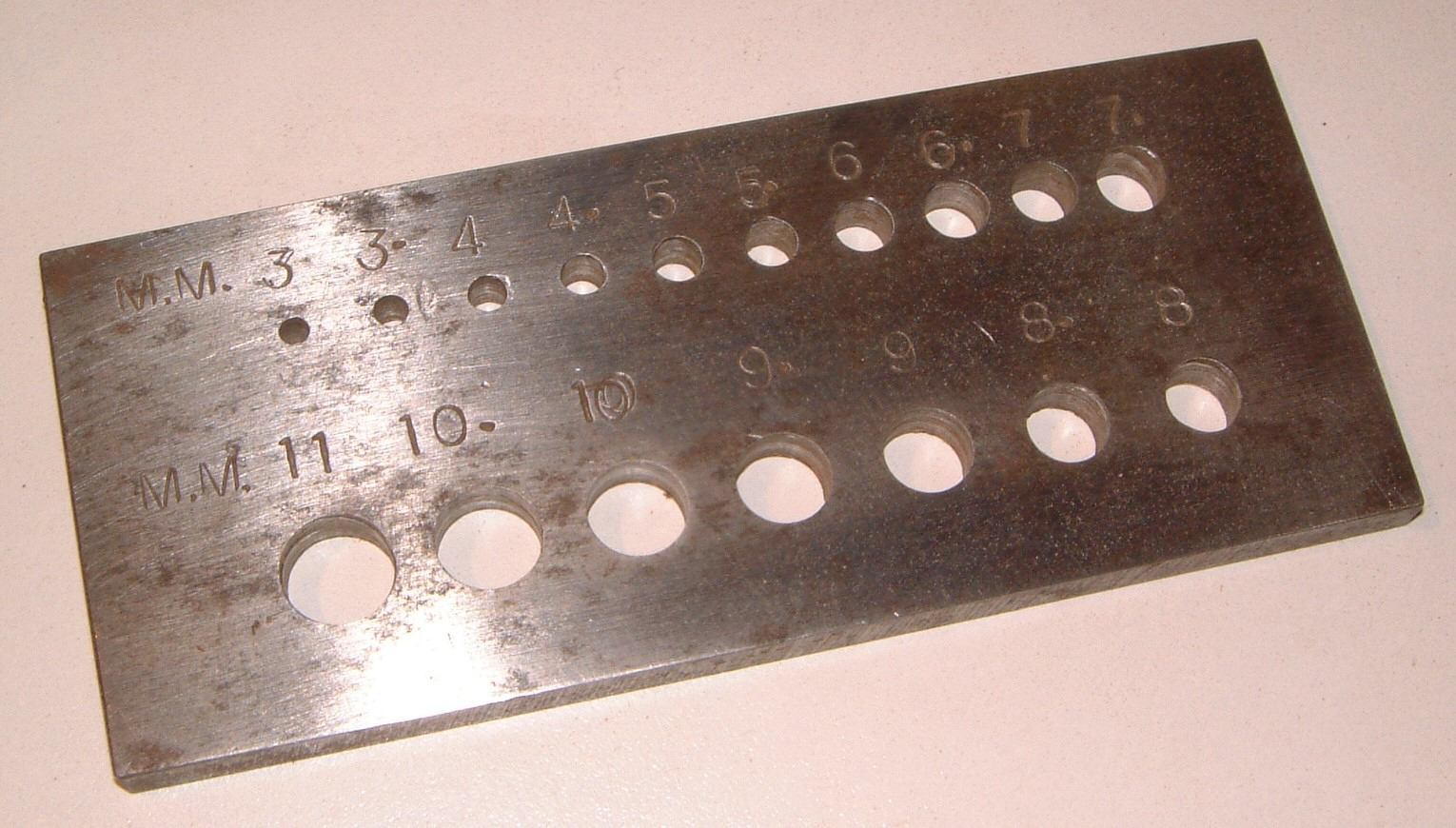
Uma placa de cavilha

A ferramenta tradicional para fazer cavilhas é uma placa de cavilha, uma chapa de ferro (ou preferencialmente aço de ferramenta endurecida) com um orifício com o tamanho da cavilha desejada. Para fazer uma cavilha, um pedaço de madeira é dividido ou talhado para um tamanho ligeiramente maior do que o desejado e, em seguida, conduzido através do orifício na placa de fixação. As bordas afiadas do buraco cortam o excesso de madeira.
Uma segunda abordagem para fazer cavilhas é girar um pedaço de madeira de dimensão maior do que a final por uma faca fixa ou, alternativamente, girar a faca ao redor da madeira. Máquinas baseadas nesse princípio surgiram no século XIX. Freqüentemente, estas são pequenas ferramentas montadas em bancada.
Para volumes de manufatura modestos, as cavilhas de madeira são normalmente fabricadas em máquinas de cavilhas industriais com base nos mesmos princípios que os cortadores rotativos descritos acima. Tais máquinas podem empregar cabeças de corte intercambiáveis e de diâmetros variados, permitindo assim que as máquinas sejam rapidamente ajustadas para fabricar diferentes diâmetros de cavilha. Normalmente, o mecanismo é aberto, com guias de material na entrada e na saída da máquina para permitir a fabricação de uma barra de cavilha contínua de comprimento ilimitado na forma de um tarugo. Desde o século XIX, algumas dessas máquinas de pinos tiveram mecanismos de alimentação mecânica para mover o material para o mecanismo de corte.
A fabricação de cavilhas em alto volume é feita em um modelador de madeira, que forma simultaneamente vários tarugos a partir de uma única peça de madeira retangular. Essas máquinas empregam duas cabeças de corte rotativas e largas, uma por acima e outra abaixo dela. As cabeças têm perfis de corte quase idênticos, de modo que cada um deles formará uma série de "passadores" adjacentes, lado a lado. As cabeças estão alinhadas umas com às outras e uma cabeça é moldada para fazer cortes mais profundos ao longo das bordas das cavilhas, de modo a dividir o tarugo em hastes de pino individuais, resultando em um grupo de cavilhas emergindo em paralelo na saída da máquina.

## Aplicações
A vareta de madeira usada em aplicações de carpintaria é comumente cortada em pinos-guia, que são usados para reforçar juntas e prateleiras de suporte e outros componentes na fabricação de gabinetes. Alguns marceneiros fazem suas próprias cavilhas, enquanto outros compram cavilhas pré-cortadas no comprimento e no diâmetro necessários.
Quando cavilhas são coladas em buracos, um uso muito comum em marcenaria, deve haver um caminho para o ar e excesso de cola para escapar quando o pino é pressionado no lugar. Se nenhuma provisão for feita para aliviar a pressão hidráulica do ar e da cola ao martelar o pino ou pressionar a junta pode causar rachaduras na madeira. Uma solução antiga para esse problema é aplainar dos lados da cavilha; algumas fontes sugerem o aplainamento da lateral no material bruto antes da modelagem final da cavilha. Algumas placas de passadores resolvem o problema cortando uma ranhura no lado do pino à medida que ele é forçado a passar; isto é feito por um parafuso de ranhura, um parafuso pontiagudo que se intromete do lado na abertura de corte do tarugo. Algumas cavilhas são caneladas com múltiplas ranhuras paralelas ao longo do seu comprimento para servir o mesmo propósito.
Quando duas peças de madeira devem ser unidas por cavilhas embutidas em furos cegos existem vários métodos para alinhar os furos. Por exemplo, esferas de metal podem ser colocadas entre as peças de madeira para produzir indentações quando as peças são prensadas juntas; depois de liberadas os entalhes indicam os pontos de perfuração. Centralizadores de cavilhas são ferramentas simples e baratas para o alinhamento de furos cegos opostos. Vários sistemas comerciais foram criados para resolver este problema.
Métodos de marcenaria alternativos podem ser usados no lugar de pinos passantes convencionais, como tarraxas Miller, biscoitos, bolachas, cookies, juntas de espinha e ferramentas proprietárias.